# Ernest Ginsburger

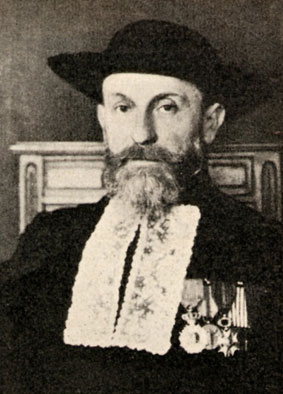
Ernest Ginsburger (um 1930)

Ernest Ginsburger (15. April 1876 in Héricourt – 14. Februar 1943 im Konzentrationslager Auschwitz) war ein französischer Rabbiner und Großrabbiner in Genf, Brüssel und Bayonne.

## Leben
Ginsburger stammte aus einer jüdischen Familie aus dem Elsass. Nach seiner Schulzeit in Lunéville studierte er von 1894 bis 1900 am Séminaire israélite de France (SIF) in Paris und an der Sorbonne. Nach erfolglosen Bewerbungen auf Rabbinerstellen in Dijon, Lyon, Remiremont und anderen Orten, wurde Ginsburger 1908 Großrabbiner in Genf. Während des Ersten Weltkriegs unterbrach er diese Anstellung, um als Feldrabbiner in der französischen Armee tätig zu werden. 
Am 17. Februar 1919 heiratete er in Paris Germaine Zivy (geb. 1894; gest. 1928), mit der er zwei Söhne hatte. Am 30. März 1924 trat Ginsburger die Stelle des Großrabbiners in Brüssel an. 
Im Jahr 1929 wurde er Großrabbiner in Bayonne mit der Zuständigkeit für das Département Landes und das Département Pyrénées-Atlantiques. 
Im März 1942 wurde Ernest Ginsburger von der Gestapo in Bayonne verhaftet. Man warf ihm vor, an Verschwörungen gegen das Deutsche Reich beteiligt gewesen zu sein. Nachdem er in einem Lager in Compiègne gefangen war, wurde Ginsburger über das Sammellager Drancy am 11. Februar 1943 mit dem Konvoi Nr. 47 nach Auschwitz deportiert, wo er ermordet wurde.
Im Jahr 1983 wurde in Bayonne eine Straße nach Ernest Ginsburger benannt.

## Werke (Auswahl)
- Mit Moïse Ginsburger: Contribution à l'histoire des Juifs d'Alsace pendant la Terreur. 1903
- Histoire des Juifs de Carouge. Juifs du Léman et de Genève. Paris 1923
- Divorce civil, répudiation judaïque. Librairie Lipschutz, Paris 1932
- La Méthode juive d'abatage aux points de vue religieux, scientifique et historique. 1932
- Les Juifs de Belgique au XVIIIe. 1932
- Leibele Hirsch. Contes. Librairie Lipschutz, Paris 1934
- Grammaire hébraïque: éléments, analyses, vocabulaire français-hébreu. 1935
- Les Juifs de Peyrehorade. Vuibert, Paris 1938

## Auszeichnungen (Auswahl)
- 1914: Französische Militärmedaille
- 1926: Mitglied der Ehrenlegion
- 1928: Leopoldsorden von Belgien
- 1936: Ordre des Palmes Académiques